# Millennium Trophy
El Millennium Trophy o Trofeu del Mil·lenni (irlandès: Corn na Mílaoise) és un trofeu de rugbi que es juga anualment entre les seleccions d'Irlanda i Anglaterra dins del Torneig de les Sis Nacions. Es va iniciar l'any 1988 com a part de les celebracions del mil·lenari de Dublín. El trofeu té la forma d'un casc viking amb banyes, i va ser donat per Digital.

## Resultats
| Irlanda | 10 – 21 | Anglaterra | 23 d'abril de 1988 - Lansdowne Road, Dublín |
|         |         |            | 23 d'abril de 1988 - Lansdowne Road, Dublín |

Aquest ha estat l'únic Trofeu del Mil·lenni disputat fora del Torneig de les sis nacions.
| Irlanda | 3 – 16 | Anglaterra | 18 de febrer de 1989 - Lansdowne Road, Dublín |
|         |        |            | 18 de febrer de 1989 - Lansdowne Road, Dublín |

| Anglaterra | 23 – 0 | Irlanda | 20 de gener de 1990 - Twickenham, Londres |
|            |        |         | 20 de gener de 1990 - Twickenham, Londres |

| Irlanda | 7 – 16 | Anglaterra | 2 de març de 1991 - Lansdowne Road, Dublín |
|         |        |            | 2 de març de 1991 - Lansdowne Road, Dublín |

| Anglaterra | 38 – 9 | Irlanda | 1 de febrer de 1992 - Twickenham, Londres |
|            |        |         | 1 de febrer de 1992 - Twickenham, Londres |

| Irlanda | 17 – 3 | Anglaterra | 20 de març de 1993 - Lansdowne Road, Dublín |
|         |        |            | 20 de març de 1993 - Lansdowne Road, Dublín |

| Anglaterra | 12 – 13 | Irlanda | 19 de febrer de 1994 - Twickenham, Londres |
|            |         |         | 19 de febrer de 1994 - Twickenham, Londres |

| Irlanda | 8 – 20 | Anglaterra | 21 de gener de 1995 - Lansdowne Road, Dublín |
|         |        |            | 21 de gener de 1995 - Lansdowne Road, Dublín |

| Anglaterra | 28 – 15 | Irlanda | 16 de març de 1996 - Twickenham, Londres |
|            |         |         | 16 de març de 1996 - Twickenham, Londres |

| Irlanda | 6 – 46 | Anglaterra | 15 de febrer de 1997 - Lansdowne Road, Dublín |
|         |        |            | 15 de febrer de 1997 - Lansdowne Road, Dublín |

| Anglaterra | 35 – 17 | Irlanda | 4 d'abril de 1998 - Twickenham, Londres |
|            |         |         | 4 d'abril de 1998 - Twickenham, Londres |

| Irlanda | 15 – 27 | Anglaterra | 6 de març de 1999 - Lansdowne Road, Dublín |
|         |         |            | 6 de març de 1999 - Lansdowne Road, Dublín |

| Anglaterra | 50 – 18 | Irlanda | 5 de febrer de 2000 - Twickenham, Londres |
|            |         |         | 5 de febrer de 2000 - Twickenham, Londres |

| Irlanda | 20 – 14 | Anglaterra | 20 d'octubre de 2001 - Lansdowne Road, Dublín |
|         |         |            | 20 d'octubre de 2001 - Lansdowne Road, Dublín |

| Anglaterra | 45 – 11 | Irlanda | 16 de febrer de 2002 - Twickenham, Londres |
|            |         |         | 16 de febrer de 2002 - Twickenham, Londres |

| Irlanda | 6 – 42 | Anglaterra | 30 de març de 2003 - Lansdowne Road, Dublín |
|         |        |            | 30 de març de 2003 - Lansdowne Road, Dublín |

| Anglaterra | 13 – 19 | Irlanda | 6 de març de 2004 - Twickenham, Londres |
|            |         |         | 6 de març de 2004 - Twickenham, Londres |

| Irlanda | 19 – 13 | Anglaterra | 27 de febrer de 2005 - Lansdowne Road, Dublín |
|         |         |            | 27 de febrer de 2005 - Lansdowne Road, Dublín |

| Anglaterra | 24 – 28 | Irlanda | 18 de març de 2006 - Twickenham, Londres |
|            |         |         | 18 de març de 2006 - Twickenham, Londres |

| Irlanda | 43 – 13 | Anglaterra | 24 de febrer de 2007 - Croke Park, Dublín |
|         |         |            | 24 de febrer de 2007 - Croke Park, Dublín |

| Anglaterra | 33 – 10 | Irlanda | 15 de març de 2008 - Twickenham, Londres |
|            |         |         | 15 de març de 2008 - Twickenham, Londres |

| Irlanda | 14 – 13 | Anglaterra | 28 de febrer de 2009 - Croke Park, Dublín |
|         |         |            | 28 de febrer de 2009 - Croke Park, Dublín |

| Anglaterra | 16 - 20 | Irlanda | 27 de febrer de 2010 - Twickenham, Londres |
|            |         |         | 27 de febrer de 2010 - Twickenham, Londres |

| Irlanda | 24 - 8 | Anglaterra | 19 de març de 2011 - Aviva Stadium, Dublín |
|         |        |            | 19 de març de 2011 - Aviva Stadium, Dublín |

| Anglaterra | 30 - 9 | Irlanda | 17 de març de 2012 - Twickenham, Londres |
|            |        |         | 17 de març de 2012 - Twickenham, Londres |

| Irlanda | 6 - 12 | Anglaterra | 10 de febrer de 2013 - Aviva Stadium, Dublín |
|         |        |            | 10 de febrer de 2013 - Aviva Stadium, Dublín |

| Anglaterra | 13 - 10 | Irlanda | 22 de febrer de 2014 - Twickenham Stadium, Londres |
|            |         |         | 22 de febrer de 2014 - Twickenham Stadium, Londres |

| Irlanda | 19 – 9 | Anglaterra | 1 de març de 2015 - Aviva Stadium, Dublín |
|         |        |            | 1 de març de 2015 - Aviva Stadium, Dublín |

| Anglaterra | 21 - 10 | Irlanda | 27 de febrer de 2016 4:50 p.m. GMT - Twickenham Stadium, Londres |
|            |         |         | 27 de febrer de 2016 4:50 p.m. GMT - Twickenham Stadium, Londres |

| Irlanda | 13 – 9 | Anglaterra | 18 de març de 2017 - Aviva Stadium, Dublín |
|         |        |            | 18 de març de 2017 - Aviva Stadium, Dublín |

| Anglaterra | 15 - 24 | Irlanda | 17 de març de 2018 - Twickenham Stadium, Londres |
|            |         |         | 17 de març de 2018 - Twickenham Stadium, Londres |

| Irlanda | 20 - 32 | Anglaterra | 2 de febrer de 2019 - Aviva Stadium, Dublín |
|         |         |            | 2 de febrer de 2019 - Aviva Stadium, Dublín |

## Palmarès
| Equip      | Victòries | Anys                                                   |
| ---------- | --------- | ------------------------------------------------------ |
| Anglaterra | 19        | 1988–92, 1995–2000, 2002–03, 2008, 2012–14, 2016, 2019 |
| Irlanda    | 13        | 1993-94, 2001, 2004–07, 2009–11, 2015, 2017-18         |

- Ratxa més llarga de victòries consecutives: 6 - Anglaterra, de 1995 fins a l'any 2000
- Diferència de punts més gran: 40 points, 1997: Irlanda 6-46 Anglaterra
- Diferència més petita: 1 punt, 1994: Anglaterra 12–13 Irlanda; i 2009: Irlanda 14-13 Anglaterra
- Màxima puntuació de partit: 68 punts – 2000, Anglaterra 50–18 Irlanda
- Mínima puntuació de partit: 18 punts – 2013, Irlanda 6-12 Anglaterra